# Cambefortantus myops
Cambefortantus myops là một loài bọ cánh cứng trong họ Bọ hung (Scarabaeidae).